# کوه بونا
کوه بونا (به انگلیسی: Mount Bona) یک کوه در ایالات متحده آمریکا است که در آلاسکا واقع شده‌است. کوه بونا ۵٬۰۴۴٫۵ متر بالاتر از سطح دریا واقع شده‌است.